# Glänzender Stängelrüssler

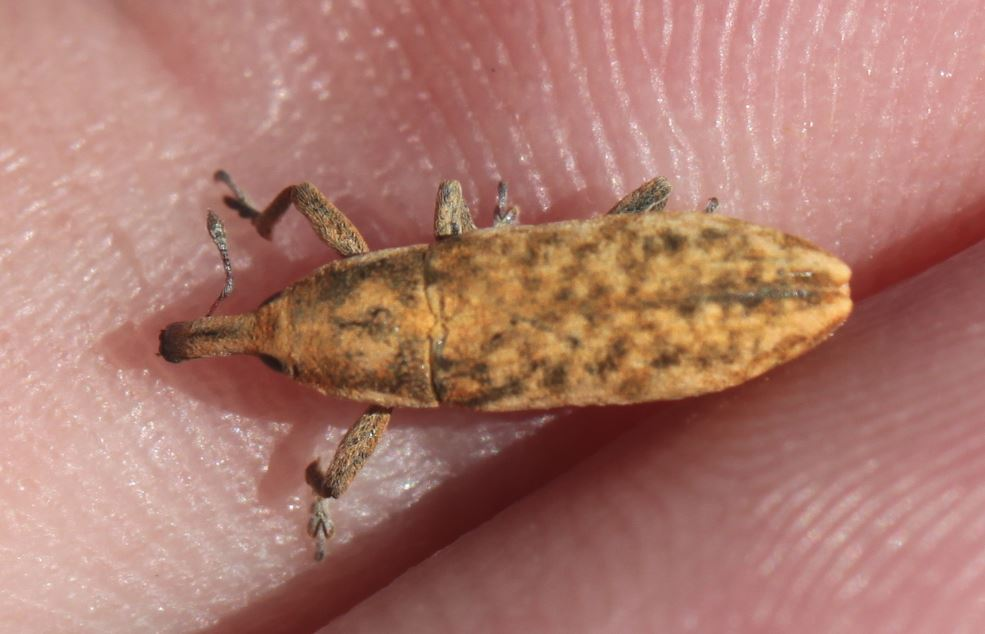
Dorsalansicht

Der Glänzende Stängelrüssler (Lixus subtilis) ist ein Käfer aus der Familie der Rüsselkäfer (Curculionidae).

## Merkmale
Die langgestreckten schlanken Käfer sind zwischen 7 und 9 mm lang. Ihr Körper ist mit feinen gelben Härchen bedeckt. Die flachen Augen stehen wenig bis gar nicht vor. Der Vorderrand des Halsschilds ist hinter den Augen flach ausgebuchtet.

## Verbreitung
Die Art kommt in Mittel- und Ost-Europa vor. Ihr Vorkommen reicht im Westen bis nach Deutschland, Österreich und Italien, im Norden bis nach Südschweden. Im Osten reicht das Verbreitungsgebiet über das östliche Europa (Polen bis Bulgarien) bis in den Nahen Osten. In Mitteleuropa kommt die Art hauptsächlich in Wärmegebieten vor und ist insgesamt sehr selten.

## Lebensweise
Die Käfer erscheinen ab April. Man beobachtet sie bis in den Sommer. Nach der Paarung werden die Eier an den Stängeln der Wirtspflanzen abgelegt. Zu den Wirtspflanzen zählen verschiedene Vertreter aus der Familie der Fuchsschwanzgewächse (Amaranthaceae), darunter Zurückgebogener Amarant (Amaranthus retroflexus), Glanz-Melde (Atriplex sagittata), die Rübe (Beta vulgaris), Weißer (Chenopodium album) und Stinkender Gänsefuß (Chenopodium vulvaria) sowie Spinat (Spinacia). Die Larve entwickelt sich im Stängel. Die Verpuppung findet im Wurzelhals statt.

## Gefährdung
Die Art gilt in Deutschland als ungefährdet.